# Nogra dalzellii
Nogra dalzellii är en ärtväxtart som först beskrevs av John Gilbert Baker, och fick sitt nu gällande namn av Elmer Drew Merrill. Nogra dalzellii ingår i släktet Nogra och familjen ärtväxter. Inga underarter finns listade i Catalogue of Life.